# Tissu d'écorce ougandais
Les tissus d'écorce ougandais sont fabriqués à partir du figuier, selon une technique traditionnelle, par les artisans du clan Ngonge du peuple Baganda (dans le sud de l'Ouganda). En 2008, l'Unesco inscrit cette pratique sous l'intitulé « La fabrication des tissus d’écorce en Ouganda » sur la liste représentative du patrimoine culturel immatériel de l'humanité. 

## Technique
Le tissu d'écorce est fabriqué à partir du figuier appelé Mutuba (il s'agit du Ficus natalensis), qui pousse dans des fermes du centre de l'Ouganda. L'écorce intérieure est récoltée pendant la saison des pluies. L'écorce externe est grattée, puis l'écorce interne coupée avec une tige de banane aiguisée. Les artisans veulent que l'arbre vive encore une centaine d'années, leur technique est donc inoffensive pour l'arbre. Des feuilles de bananier sont placées autour des arbres afin qu'ils puissent développer une nouvelle couche, chaque arbre ne peut servir qu'une fois par an. Ces feuilles de bananier sont comparées à un pansement. L'écorce interne extraite est bouillie. Avec des maillets en bois, elle est longuement battue pour assouplir sa texture et la colorer en ocre. Elle est ensuite étirée et peut atteindre dix fois sa taille originale. Ce travail est effectué dans un hangar ouvert afin que l'écorce ne sèche pas trop rapidement.

## Valeur culturelle
Cette technique date d'il y a six cents ans (quatorzième siècle environ) et existe chez le peuple Baganda, dans le Sud de l'Ouganda (royaume de Buganda). Les artisans sont issus du clan Ngonge et travaillent sous la direction du kaboggoza, chef héréditaire. Ces tissus sont portés par la communauté et notamment la famille royale, à la manière d'une toge. Les femmes le portent avec une ceinture. Ce tissu est teint en blanc ou en noir pour les membres de la famille royale, qui le portent d'une manière distinctive, là où les autres personnes se vêtent de tissus dans leur couleur naturelle (ocre). Il est porté lors des couronnements, des cérémonies de guérisons, des rassemblements culturels et des funérailles. Selon un reportage de la BBC, c'est le port de ce tissu aux funérailles qui cause une connotation de tristesse, et qui explique la réticence de certains Ougandais à le porter. Il sert aussi à fabriquer des sacs, des rideaux, des moustiquaires et du linge de lit. Très répandue dans le royaume, le tissu est fabriqué dans chaque village, jusqu'à la diffusion du tissu en coton vendu dans des caravanes arabes au dix-neuvième siècle. Les tissus d'écorce connaissent alors un déclin, et cessent d'être utilitaires, conservant une valeur culturelle. Ils demeurent des signes distinctifs des communautés qui les utilisent.

## Reconnaissance
Malgré un déclin, les tissus d'écorce sont valorisés au vingt-et-unième siècle parmi les communautés qui les fabriquent. Ils reviennent ainsi à la mode et certains créateurs ougandais apprécient le travailler. L'une d'eux déclare vouloir le faire d'une manière artistique qui innove, afin de lui faire atteindre la mode internationale et de modifier la perception que l'on peut avoir de ce tissu (symbole de deuil). Des valeurs d'écologie et de durabilité lui sont aussi associées. En 2008, l'Unesco inscrit la fabrication de ces tissus sur la liste représentative du patrimoine culturel immatériel de l'humanité. 